# بازخرید سهام

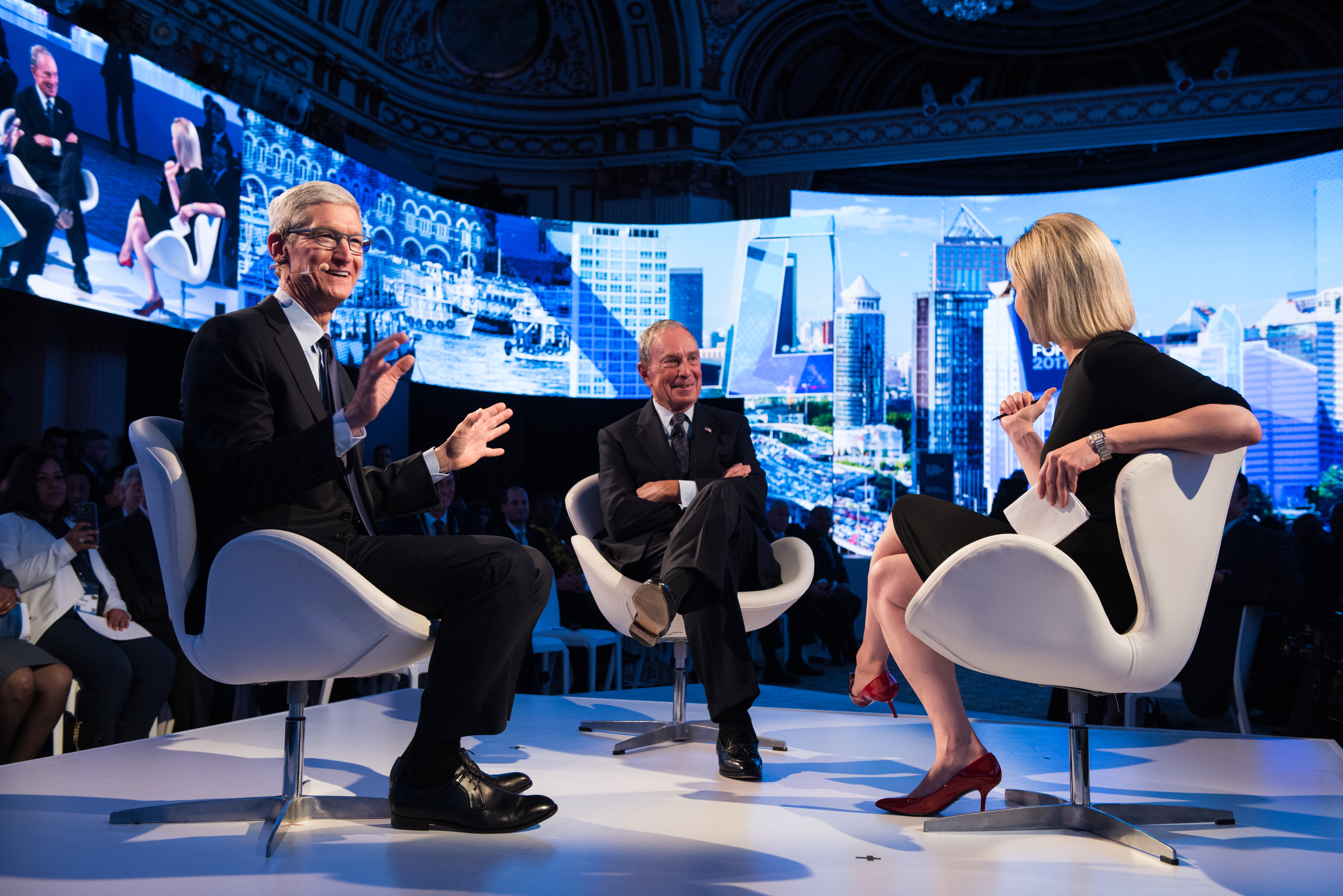
تیم کوک مدیر عامل اپل، مایک بلومبرگ بنیان‌گذار بلومبرگ و مگان مورفی سردبیر BusinessWeek در مجمع تجارت جهانی ۲۰۱۷

بازخرید سهام یا بیع متقابل سهام (به انگلیسی: Stock buyback) فرایندی است که طی آن یک شرکت سهام خود را دوباره خریداری یا اکتساب می‌کند. نسبت به سود سهام این شیوه دارای انعطاف‌پذیری بالاتری برای بازگشت پول به سهامداران است.

## هدف
شرکت‌ها معمولاً دو استفاده برای سود خود دارند. اولاً، بخشی از سود را می‌توان به سهامداران به صورت سود سهام یا بازخرید سهام توزیع کرد. باقی ماندهٔ سود، که «درآمد حفظ‌شده» نامیده می‌شود، در درون شرکت نگهداری می‌شود، در صورتی که سودآوری این سرمایه‌گذاری‌ها از محل «درآمد حفظ‌شده» قابل شناسایی باشند، برای سرمایه‌گذاری در آیندهٔ شرکت استفاده می‌شوند، با این حال، گاهی شرکت‌ها ممکن است متوجه شوند که سرمایه‌گذاری تمام یا بخشی از درآمد خود را نمی‌تواند منجر به بازده قابل قبول شود و در این صورت از سرمایه‌گذاری خودداری می‌کنند.